# 非真实感绘制

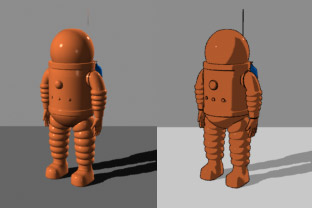
标准着色（左）和NPR着色（使用卡通渲染）（右）

非真实感绘制（Non-photorealistic rendering，NPR）是计算机图形学的一类，主要模拟艺术式的绘制风格，也用于发展新绘制风格。和传统的追求真实感的计算机图形学不同，NPR受到油画、素描、技术图纸，和动画卡通的影响。NPR已经以“卡通渲染”的形式出现在电影和电子游戏中，也出现在科学可视化、建筑插图和试验动画中。这个方法在现代实用的例子是卡通动画（Cel-shaded animation）。

## 该术语的历史
「非真实感绘制」一词最有可能首先由David Salesin和Winkenbach在1994年的一篇论文中创造。其他相近的名詞有「艺术绘制（Artistic rendering）」、「非真实绘制（Non-realistic rendering）」或「基于艺术的绘制（Art-based rendering）」。

## 3D
三维NPR是视频游戏和电影中最常见的风格。

## 2D
二维NPR系统的输入通常是图像或视频。输出通常是输入图像的艺术渲染（例如，水彩画、绘画或草图风格），不过一些2D NPR用于非艺术目的，例如数据可视化。

## 艺术渲染
艺术渲染是视觉艺术风格在渲染中的应用。

## 扩展阅读
NPR发展过程中的一些关键论文如下：
- "Paint by Numbers: Abstract Image Representations", by Paul Haeberli, SIGGRAPH 90
- "Comprehensible rendering of 3-D shapes", by Saito and Takahashi, SIGGRAPH 90
- "Computer-Generated Pen-and-Ink Illustration", by Winkenbach and Salesin, SIGGRAPH 94
- "Interactive Pen-and-Ink Illustration", by Salisbury, Anderson, Barzel, Salesin, SIGGRAPH 94
- "Painterly Rendering for Animation", by Barb Meier, SIGGRAPH 96